# 道路ふれあい月間
道路ふれあい月間（どうろふれあいげっかん）とは、道路の役割及び重要性を再認識してもらい、さらには道路をいつくしむという道路愛護思想の普及及び道路の正しい利用の啓発を図るための月間。
1958年（昭和33年）に建設省（当時）により制定された「道路を守る月間」が国土交通省の発足を契機に2001年（平成13年）に改称されたもの。毎年8月1日〜8月31日。
「道路を守る月間」は当初毎年7月10日～8月9日に実施されていた。これは、国土建設週間の実施に合わせたためであるが、1969年（昭和44年）に夏休み等における啓発活動を実施する観点から8月1日～8月31日に変更されている。
期間中は各種の啓発活動が行われるほか、道路愛護団体に対する表彰が行われている。